# 市原隼人
市原隼人（日语：／ Ichihara Hayato，1987年2月6日—），日本男演員，經紀公司為星塵傳播。出生於神奈川縣川崎市高津區。身高171公分，血型A型，暱稱Icchi。其妻為模特兒向山志穗。

## 經歷
市原在小學5年級時，於東京都澀谷區被現所屬事務所星探發掘。初次工作是拍攝日清食品的｢Spa王｣廣告。
2001年，初次主演電影，為知名導演岩井俊二執導的《青春電幻物語》，因而受到關注。2003年，主演電影《偶遇極惡少年》，獲第27回日本電影金像獎新人獎，翌年，初次主演連續劇《水男孩2》，知名度大增。
2008年，市原在連續劇《ROOKIES》中飾演「安仁屋」一角備受好評，以近3倍的票差獲第58回日劇學院賞最佳男配角獎。
2015年初次主演舞台劇《最後のサムライ》。

## 個人生活
2014年9月21日，市原和模特兒向山志穗提出結婚證明，向山已懷孕7個月，同年11月24日，她生下了第一個孩子，一個女孩。。兩人自2011年夏天透過朋友介紹，相識後交往。

## 人物
- 以前曾說過將來的夢想是當美容師。可是此後憧憬當電影導演。
- 少年時學習游泳、競技體操、柔道、空手道。特長是游泳，競技體操（倒立、墊子、跳箱、單槓）。
- 熱衷於時尚事物。在《小狗華爾滋》中請求導演用自己便服演出，在《牽絆的愛》中自己設計髮型。喜歡在Ｔ恤和鞋上手繪插圖。
- 為B'z的歌迷。曾加入官方歌迷會。
- 有製作原創饒舌的愛好。在拍攝《Check It Out YO!!》時，把錄製了原創曲子的CD送給共同演出者。喜歡的Rapper是OZROSAURUS。

## 獎項
- 2003年第27回日本電影金像獎新人獎：《偶遇極惡少年》
- 2008年第58回日劇學院賞最佳男配角獎：《ROOKIES》

## 演出作品
粗體字為主演作品

### 電影
- 青春電幻物語（2001年10月6日）主演・蓮見雄一
- T.R.Y.（2003年1月11日、東映）飾演 陳思平
- 黃泉路（2003年1月18日、東寶）飾演 山田克典
- 偶遇極惡少年（2003年9月13日、東寶）主演・金城秀德
- 陰陽師II（2003年10月4日、東寶）飾演 須佐
- Check It Out YO!!（日语：チェケラッチョ!!）（2006年4月22日、東寶）主演・伊坂透
- 天使之卵（2006年10月21日、松竹）主演・一本槍步太
- 虹之女神（2006年10月28日、東寶）主演・岸田智也
- 消極的快樂 電鋸的邊緣（2008年1月19日、日活）主演・山本陽介
- 我和條子的700天戰爭（2008年4月5日、GAGA）主演・Mamachari
- 神之謎（2008年6月7日、東映）主演・綿貫基一／綿貫喜一
- ROOKIES－畢業－（2009年5月30日、東寶）飾演 安仁屋恵壹
- 開鎖王（2010年2月27日）主演・猿丸耶太郎
- BOX!（2010年5月22日）主演・鏑矢義平
- Dog X Police白色的同伴（2011年10月1日）主演・早川勇作
- 黑金丑岛君（2012年8月25日）客串
- 酒店Copan （2015年）主演・海人祐介
- 極道大戰爭'（2015年6月20日）主演・影山亞喜良
- 星之丘Wonderland（2016年）飾演 楠仁吾
- RANMARU 擁有神之舌的男人（2016年）飾演 野野村龍之介
- 無限之住人（2017年4月29日）飾演 屍良
- 武士老師（2017年）主演・武市半平太
- 空母伊吹（2019年）飾演 迫水洋平
- 三個信長（2019年9月20日）飾演 信長 乙
- 美味午餐大作戰 （2020年3月6日）飾演 甘利田幸男
- 家族極道物語 （2020年11月13日）飾演 細野竜太

### 電視劇
- 漂流教室※第1集（2002年、CX）飾演 大久保晃弘
- 維生素F 第三章 未中籤（2002年、NHK）飾演 勇輝
- 緋色的記憶（2003年、NHK）飾演 濱田直行（少年時代）
- 我的生存之道（2003年、KTV）飾演 田岡雅人
- 獻給一個夏天的爸爸（2003年、TBS）飾演 燐太郎
- 不良少年回母校（2003年、TBS）飾演 菅野徹
- 小狗華爾滋（2004年、NTV）飾演 諾帝
- 水男孩2（2004年、CX）主演・水嶋泳吉
- 牽絆的愛（2005年、TBS）主演・真柴豪
- check!! in TOKYO（2006年、富士電視台）飾演 伊坂透
- 天使的梯子（2006年10月22日、朝日電視台）飾演 一本槍歩太（高中時代）
- 野性之聲～無國界獸醫組織R.E.D.（2008年、NHK BShi・NHK綜合頻道）主演・岩城鐵生
- ROOKIES（2008年、TBS）飾演 安仁屋恵壹
- 252生存訊號episode.ZERO（2008年、NTV）主演・早川勇作
- 世界奇妙物語～09春之特別編「炸彈男人的開關」（2009年3月30日、CX）主演・江草俊哉
- 和40歲熟女在90天內結婚的方法（2009年5月 - 7月、Bee TV）主演・早坂翔
- 開鎖王（2009年、YTV）主演・猿丸耶太郎
- 逃亡～為了所愛的你（2011年、TBS）主演・葛城充
- 向陽之樹（2012年4月 - 6月、NHK BS Premium）主演・伊武谷万二郎
- 卡拉馬佐夫兄弟（2013年、CX）主演・黑澤勛
- 很想擁抱你！Forever （2013年10月1日、富士電視台）飾演 石堂遼
- 打破「黄金的Bantam」的男人〜Fighting原田物語〜（2014年2月22日、富士電視台）主演・Fighting原田
- 櫻坂近邊物語 第2夜「近辺2」（2016年3月8日、富士電視台）飾演 塩澤剛
- 雙葉莊的友人（2016年3月19日、WOWOW）主演・川村正治
- 不愉快的果實（2016年4月 - 6月、朝日電視台）飾演 工藤通彦
- 福家堂本舖（日语：福家堂本舖）（2016年10月19日）飾演 宮迫健司
- 女城主 直虎（2017年、NHK）飾演 傑山
- 反轉（2017年、TBS）飾演 谷原康生
- 沉默法庭（2017年9月24日 - 10月22日、WOWOW）飾演 高見沢弘志
- 更喜歡明天的你（2018年1月 - 3月、朝日電視台）主演・松尾亮
- 被浪貓撿到的男人（2019年2月23日、NHK BS Premium）主演・我
- 美味的供餐（2019年10月 - 12月、神奈川電視台）主演・甘利田幸男
- 伴走者（2020年3月15日、BS-TBS）主演・内田健二
- 陰陽師（2020年3月29日、朝日電視台）飾演 源博雅
- 太陽不會動～THE ECLIPSE～（2020年5月24日-6月28日、WOWOW）飾演 山下竜二
- 時尚宅評論師Oshako（2020年7月15日 - 9月3日、東京電視台）飾演 隱戶九雲
- 未解決之女 警視廳文書搜查官 Season2 第6話・最終話（2020年9月10日・17日、朝日電視台）飾演 富野泰彥
- 與死亡約會（2021年3月6日、富士電視台）飾演 本堂主水
- 神的病歷簿 第四夜（2021年3月8日、電視台東京）飾演 北条陽平
- 毆愛、炎（2021年4月2日・9日、電視台朝日）飾演 緒川信彥
- 時尚宅評論師Oshako第二季 第1話・第11話・最終話（2021年10月8日・12月17日・25日、東京電視台）飾演 隱戶九雲
- 美味的供餐 Season2（2021年10月 - 12月、神奈川電視台）主演・甘利田幸男
- 倫敦的山本五十六（2021年12月30日、NHK綜合）飾演 岡新
- 正體 真實身份（2022年、WOWOW）飾演 野野村和也
- 鎌倉殿的13人（2022年、NHK）飾演 八田知家
- 正直不動產（2022年4月5日 - 6月7日、NHK綜合）飾演 桐山貴久
- 沉默犯（2022年8月8日、東京電視台）飾演 倉田忠彥
- 風間公親－教場0－ 第1話（2023年4月10日、富士電視台）飾演 益野紳祐
- 往這邊看 向井君（2023年7月12日 - 9月13日、日本電視台）飾演 環田和哉
- 美味的供餐 Season3（2023年10月 - 12月、神奈川電視台）主演・甘利田幸男
- 正直不動產2（2024年1月9日 - 3月12日、NHK綜合）飾演 桐山貴久
- 商魂（2024年2月17日 - 3月30日、民視、三立台灣台）飾演 武田遼平
- Double Cheat 虛假警察 Season2（2024年6月29日 - 、WOWOW）主演・田胡悠人
- 豈有此理〜蔦重繁華如夢故事〜（2025年、NHK）飾演 鳥山檢校

### 舞台劇
- 開襟冷衫（2010年）
- 最後的武士（2015年）主演・河井繼之助
- 生之慾（2018年）
- 戀愛腦內高峰會（2020年）

### 動畫
- <BATON>[5] (橫濱開港150周年紀念、2009年)（北村龍平導演 岩井俊二劇本、製作）飾演 APOLLO

### 錄影帶
- 咒怨2（2000年）飾演 直輝

## 評論
文化影評人紅眼認為「在市原隼人身上，如今不是可以讀出另外一個男人的成長故事嗎？當年被同學霸凌的自閉男生，長大之後變成好勇鬥狠的惡霸，然後定了性，成家立室，出來社會打滾十年八載，為了養妻活兒一臉風霜，對著上司卑躬屈膝。除了市原隼人，不怎麼優雅地老去的名演員，我還會想起窪塚洋介和柳樂優彌，都是童年出道，觀眾見著他們長大，也同時見證著他們崩壞。然而，老去的容顏，讀來總有觸動人心的篇章，臉上皮肉的改變，有時更讓人覺得他們已經走了很遠很遠的路，甚至忍不住說句，你們人生的跨度怎麼會這樣大啊？」

## 外部連結
- 市原隼人的Instagram帳戶
- 市原隼人 OFFICIAL WEB SITE （页面存档备份，存于）
- 市原隼人 OFFICIAL BLOG「L・S・L HI LIFE」的Ameba部落格（日語）